# Marathon Infinity
Marathon Infinity é um jogo eletrônico de tiro em primeira pessoa, o terceiro na Trilogia Marathon de ficção científica da Bungie. O jogo foi lançado em 15 de outubro de 1996 e incluía mais níveis do que seu antecessor Marathon 2: Durandal. Estes eram maiores e formavam parte de uma trama mais complexa, que abrangia tanto o espaço quanto o tempo. Marathon Infinity, ao contrário de Marathon 2, foi originalmente lançado apenas para o Apple Macintosh. No entanto, a Bungie lançou a fonte de Marathon 2 em 1999, permitindo o desenvolvimento do motor de código aberto Aleph One. Em 2005, a Bungie lançou a trilogia ao público como freeware, permitindo o download gratuito dos jogos. Em 2011, a Bungie lançou o código fonte do próprio Marathon Infinity.

## História
A história na versão um jogador de Marathon Infinity, intitulada "Blood Tides of Lh'owon", não é contada de maneira explícita. A narrativa começa como se grandes partes, se não todos, dos eventos de Marathon 2 não tivessem acontecido. No final de Marathon 2 propriamente dito, quando o dispositivo Trih Xeem dos Pfhor ou "early nova" é disparado contra o sol do Sistema S'pht para explodi-lo, Durandal narra uma antiga lenda dos S'pht na qual uma entidade caótica conhecida como W’rkncacnter - uma abominação terrível - foi selada dentro daquele sol pelos Jjaro - uma raça altamente avançada dos séculos passados, sua tecnologia sendo os únicos remanescentes de sua existência - eras atrás. A história envolve o jogador "pulando" entre realidades alternativas por meio de sequências de sonhos surreais, procurando impedir que o W'rkncacnter seja liberado do sol em morte de Lh'owon. Aparentemente, esses saltos são causados pela tecnologia deixada para trás pelos Jjaro ou pela natureza caótica do W'rkncacnter. O jogador começa como aliado de Durandal, apenas para ser transportado quase imediatamente para uma realidade em que Durandal não resgatou o jogador no final do primeiro jogo, Marathon; como tal, ele é controlado pela IA Tycho torturada pelos Pfhor.
Existem quatro seções para os níveis solo de Marathon Infinity, cada uma com sua própria tela de introdução. O primeiro é o Prologue, no qual o jogador, sob o controle de Durandal, recebe uma mensagem sombria sobre seu destino. A segunda seção é Despair, repentinamente coloca o jogador sob o comando de Tycho, como mencionado anteriormente, e inevitavelmente leva aos níveis "Electric Sheep One" e "Where are Monsters in Dreams"; o último nível pode levar a duas opções, uma das quais é "Aie Mak Sicur", um nível que indica uma falha ao concluir o enredo e leva ao primeiro nível do terceiro capítulo, Rage ("Where are Monsters in Dreams" também leva diretamente ao Rage.) O capítulo Rage finalmente leva ao segundo nível "Electric Sheep" e seu companheiro, "Whatever You Please". Esse par pode levar à "Carroll Street Station", outro nível de falha; ambos os níveis levam ao capítulo final, Envy. Envy leva ao terceiro nível "Electric Sheep" e o último nível "dream", "Eat the Path", que pode, novamente, levar a vários níveis. No entanto, também pode levar de volta ao capítulo Rage, por meio de um nível final de falha ("You're Wormfood, Dude") ou até o nível final, "Aye Mak Sicur".
Cada um dos níveis de falha ocultos ("Aie Mak Sicur", "Carroll Street Station" e "You're Wormfood, Dude") representam uma parte do mapa do nível final, "Aye Mak Sicur". Torna-se claro para o jogador à medida que o jogo avança que a antiga estação Jjaro retratada nesses níveis é a chave para conter o W’rkncacnter, mas as circunstâncias da causalidade do jogador não são corretas para serem bem-sucedidas e, portanto, são transportadas para uma nova linha do tempo (início de cada capítulo) para concluir os objetivos necessários primeiro. Nenhum dos outros personagens do jogo parece estar ciente dos saltos na realidade. A tela final do Infinity deixa a resolução da história em aberto, ocorrendo bilhões de anos após os eventos de Marathon Infinity durante os momentos finais do universo. Pode-se supor que Durandal e a Terra sobreviveram na linha do tempo original, como pode ser visto no final de Marathon 2.
Como bônus, os três níveis de sonho ("Where are Monsters in Dreams", "Whatever you Please" e "Eat The Path") se referem a um misterioso "Hangar 96". Esse local não aparece em nenhum dos níveis de Marathon, Marathon 2: Durandal ou Marathon Infinity. No entanto, existem dois terminais igualmente enigmáticos em Marathon Infinity; um no primeiro nível e um no último. Cada um deles contém uma grande quantidade de código hexadecimal que pode ser reunido para criar um mapa chamado "Hats off to Eight Nineteen", que apresenta uma legenda no mapa, "Hangar 96". Esta arena multijogador combina imagens granuladas encontradas em terminais dentro dos níveis de sonho.

## Jogabilidade
A mecânica do jogo principal muda pouco de Marathon 2, mas com a adição de uma nova arma, a "KKV-7 10mm SMG Flechette". O jogador é colocado em um nível normalmente semi-não-linear e geralmente recebe uma tarefa que deve ser concluída. Após a conclusão deste objetivo, o jogador prossegue para um ponto de extração, normalmente na forma de um terminal. No entanto, existem alguns grandes desvios. Ao contrário dos jogos anteriores, certas ações farão com que o jogo se ramifique. No entanto, o jogo não contém múltiplos finais, pois esses ramos acabarão se unindo novamente à história principal. O jogo também faz um uso muito maior dos modelos físicos de plug-ins que alteram as configurações do jogo de nível para nível. Isso é mais evidente com os aliados em constante mudança do jogador ao longo do jogo, pois quase todas as criaturas do jogo agem como aliados e inimigos à medida que o jogo avança. Marathon Infinity utiliza "níveis de vácuo" muito mais do que os capítulos anteriores da série (apenas um desses níveis apareceu no Marathon original e estava completamente ausente em Marathon 2). Nesses níveis, o jogador fica restrito a certas armas e gradualmente perde oxigênio; a falha em impedir que o suprimento de oxigênio do jogador se acabe resultará em morte.
O modo multijogador em Marathon Infinity é idêntico ao de Marathon 2, exceto por novos mapas, como "Beyond Thunderdome", uma extensão no nível "Thunderdome" em Marathon 2. Marathon Infinity também contém "House of pain", uma duplicata do nível de Marathon 2, e "King of pain", um nível semelhante ao "House of pain". No total, Marathon Infinity contém 25 níveis para um jogador ou co-op, três "desafios do Vidmaster" ou níveis extra difíceis e 23 mapas multijogador.

## Ferramentas de edição
Uma das melhorias mais dramáticas do jogo foi a inclusão do próprio software de criação de níveis da Bungie, o Forge, e seu editor de física e gráficos no jogo, Anvil. O Forge e Anvil permitiram que uma nova geração de jogadores criasse seus próprios níveis e cenários usando as mesmas ferramentas que os próprios desenvolvedores da Bungie. Outra melhoria foi a capacidade de incluir monstros, armas e definições de física separadas para cada nível, um recurso muito usado pela Double Aught, que projetou os níveis de Marathon Infinity.

## Recepção
Como em todos os títulos da Bungie antes de Halo: Combat Evolved, Marathon Infinity alcançou vendas vitalícias abaixo de 200.000 unidades em 2002.
Os editores do CNET Gamecenter nomearam Marathon Infinity o melhor jogo para Macintosh de 1996 e escreveram que "seu design e jogabilidade [...] o levaram à estratosfera".